# Sebgag
Sebgag est une commune de la wilaya de Laghouat en Algérie.